# Kurt Christmann
Kurt Emil Heinrich Christmann, noto anche con lo pseudonimo di Dr. Ronda (Monaco di Baviera, 1º giugno 1907 – Monaco di Baviera, 4 aprile 1987), è stato un avvocato tedesco e un criminale di guerra durante l'era nazista.

## Biografia
Figlio di un ispettore amministrativo, divenne membro della SA-Sturm Klintsch nel 1920 e nel 1922 della Jungsturm Adolf Hitler. Nel 1923 partecipò al putsch di Monaco. Alla fine degli anni '20 studiò giurisprudenza e si laureò nel 1931 con il dottorato in giurisprudenza. Dopo la laurea, iniziò a lavorare per la polizia politica in Baviera.

### Carriera
Nell'aprile 1933 si unì alle SS e un mese dopo al NSDAP. Come atleta, vinse il campionato tedesco di canoa e il campionato tedesco di sci della polizia. In base a queste esperienze, Christmann lavorò anche come consigliere per gli sport invernali delle SS. Nel 1938 fu trasferito alla sede della Gestapo a Vienna e successivamente a Innsbruck, prima di diventare capo della Gestapo a Salisburgo nel 1939. Christmann vi rimase fino al luglio 1942. Dall'agosto di quell'anno guidò poi l'Einsatzkommando 10a dell'Einsatzgruppe D a Krasnodar. Questa missione durò fino al febbraio 1943. Durante questo periodo, Christmann fu promosso SS-Obersturmbannführer. Dall'autunno 1943 fu capo della Gestapo a Klagenfurt e a Coblenza.
Nel 1945 Christmann fu fatto prigioniero e internato nel campo di Dachau.

## Dopoguerra
Nel 1946 Christmann riuscì a fuggire dal campo di Dachau e lavorò fino al 1948 sotto il nome di Dr. Ronda sotto le forze di occupazione britanniche. Poco dopo fuggì in Argentina via Roma. Christmann prese parte attiva all'interno dell'Organizzazione ODESSA, l'organizzazione che sostenne i nazisti e i fascisti in fuga dall'Europa, tra cui molti criminali di guerra.
Nel 1956 Christmann tornò nella Repubblica Federale, dove gli fu rifiutata l'ammissione all'avvocatura. Christmann entrò nel settore immobiliare, dove diventò presto proprietario di un'azienda.
Il 19 dicembre 1980, il tribunale regionale di Monaco condannò Kurt Christmann a dieci anni di reclusione per il suo coinvolgimento nei crimini di guerra a Krasnodar: oggetto del procedimento fu l'uccisione dei partigiani imprigionati e dei loro parenti, compresi i bambini, con l'ausilio di un gaswagen e la fucilazione di sospetti partigiani e comunisti. La sentenza fu confermata l'11 novembre 1982 dalla Corte Federale di Giustizia.

## Opere
- Der rechtswidrige Angriff bei der Notwehr, Figel Verlag München 1931